# استان اوئارال
استان اوئارال (به اسپانیایی: Provincia de Huaral) یک استان در پرو است که در منطقه لیما واقع شده‌است. استان اوئارال ۳٬۶۵۵٫۷ کیلومتر مربع مساحت و ۱۸۳٬۸۹۸ نفر جمعیت دارد.